# Sydkorea i olympiska sommarspelen 2016
Sydkorea deltog med 204 deltagare vid de olympiska sommarspelen 2016 i Rio de Janeiro. Totalt tog truppen 21 medaljer varav 9 guld.

## Medaljörer
| Medalj | Namn                                  | Sport         | Gren                            | Datum           |
| ------ | ------------------------------------- | ------------- | ------------------------------- | --------------- |
| Guld   | Kim Woo-jin Ku Bon-chan Lee Seung-yun | Bågskytte     | Herrarnas lagtävling            | 6 augusti 2016  |
| Guld   | Chang Hye-jin Choi Mi-sun Ki Bo-bae   | Bågskytte     | Damernas lagtävling             | 7 augusti 2016  |
| Guld   | Park Sang-young                       | Fäktning      | Herrarnas värja                 | 9 augusti 2016  |
| Guld   | Jin Jong-oh                           | Skytte        | Herrarnas 50 m pistol           | 10 augusti 2016 |
| Guld   | Chang Hye-jin                         | Bågskytte     | Damernas ind. tävling           | 11 augusti 2016 |
| Guld   | Ku Bon-chan                           | Bågskytte     | Herrarnas ind. tävling          | 12 augusti 2016 |
| Guld   | Kim So-hui                            | Taekwondo     | Damernas 49 kg                  | 17 augusti 2016 |
| Guld   | Oh Hye-ri                             | Taekwondo     | Damernas 67 kg                  | 19 augusti 2016 |
| Guld   | Inbee Park                            | Golf          | Damernas ind. tävling           | 20 augusti 2016 |
| Silver | Jeong Bo-kyeong                       | Judo          | Damernas 48 kg                  | 6 augusti 2016  |
| Silver | An Ba-ul                              | Judo          | Herrarnas 66 kg                 | 7 augusti 2016  |
| Silver | Kim Jong-hyun                         | Skytte        | Herrarnas 50 m luftgevär        | 12 augusti 2016 |
| Brons  | Yoon Jin-hee                          | Tyngdlyftning | Damernas 53 kg                  | 7 augusti 2016  |
| Brons  | Gwak Dong-han                         | Judo          | Herrarnas 90 kg                 | 10 augusti 2016 |
| Brons  | Kim Jung-hwan                         | Fäktning      | Herrarnas sabel                 | 10 augusti 2016 |
| Brons  | Ki Bo-bae                             | Bågskytte     | Damernas ind. tävling           | 11 augusti 2016 |
| Brons  | Kim Hyeon-woo                         | Brottning     | Herrarnas grekisk-romersk 75 kg | 14 augusti 2016 |
| Brons  | Kim Tae-hun                           | Taekwondo     | Herrarnas 58 kg                 | 17 augusti 2016 |
| Brons  | Lee Dae-hoon                          | Taekwondo     | Herrarnas 68 kg                 | 18 augusti 2016 |
| Brons  | Jung Kyung-eun Shin Seung-chan        | Badminton     | Damernas dubbel                 | 18 augusti 2016 |
| Brons  | Cha Dong-min                          | Taekwondo     | Herrarnas +80 kg                | 20 augusti 2016 |

## Badminton
Herrar
| Spelare                     | Gren       | Grupp                                            | Grupp                                          | Grupp                                           | Grupp     | Eliminering                   | Kvartsfinal                                     | Semifinal         | Final / BM        | Final / BM       |
| Spelare                     | Gren       | Motståndare Poäng                                | Motståndare Poäng                              | Motståndare Poäng                               | Placering | Motståndare Poäng             | Motståndare Poäng                               | Motståndare Poäng | Motståndare Poäng | Placering        |
| --------------------------- | ---------- | ------------------------------------------------ | ---------------------------------------------- | ----------------------------------------------- | --------- | ----------------------------- | ----------------------------------------------- | ----------------- | ----------------- | ---------------- |
| Lee Dong-keun               | Herrsingel | Axelsen (DEN) L (11–21. 13–21)                   | Ponsana (THA) L (19–21, 21–17, 16–21)          | i.u.                                            | 2         | Gick inte vidare              | Gick inte vidare                                | Gick inte vidare  | Gick inte vidare  | Gick inte vidare |
| Son Wan-ho                  | Herrsingel | Potjtarev (UKR) W (21–9, 21–15)                  | Maliekal (RSA) W (21–10, 21–10)                | i.u.                                            | 1 Q       | Ng K L (HKG) W (23–21, 21–17) | Chen L (CHN) L (11–21, 21–18, 11–21)            | Gick inte vidare  | Gick inte vidare  | Gick inte vidare |
| Kim Gi-jung Kim Sa-rang     | Herrdubbel | Boe / Mogensen (DEN) W (21–15, 21–18)            | Cwalina / Wacha (POL) W (21–14, 21–15)         | Ellis / Langridge (GBR) L (21–17, 23–25, 18–21) | 1 Q       | i.u.                          | Fu HF / Zhang N (CHN) L (21–11, 18–21, 22–24)   | Gick inte vidare  | Gick inte vidare  | Gick inte vidare |
| Lee Yong-dae Yoo Yeon-seong | Herrdubbel | Lee S-m / Tsai C-h (TPE) W (18–21, 21–13, 21–18) | Ivanov / Sozonov (RUS) L (17–21, 21–19, 16–21) | Chau / Serasinghe (AUS) W (21–14, 21–16)        | 2 Q       | i.u.                          | Goh V S / Tan W K (MAS) L (21–17, 18–21, 19–21) | Gick inte vidare  | Gick inte vidare  | Gick inte vidare |

Damer
| Spelare                        | Gren      | Grupp                                        | Grupp                                      | Grupp                                             | Grupp     | Eliminering                    | Kvartsfinal                                   | Semifinal                                    | Final / BM                           | Final / BM       |
| Spelare                        | Gren      | Motståndare Poäng                            | Motståndare Poäng                          | Motståndare Poäng                                 | Placering | Motståndare Poäng              | Motståndare Poäng                             | Motståndare Poäng                            | Motståndare Poäng                    | Placering        |
| ------------------------------ | --------- | -------------------------------------------- | ------------------------------------------ | ------------------------------------------------- | --------- | ------------------------------ | --------------------------------------------- | -------------------------------------------- | ------------------------------------ | ---------------- |
| Bae Yeon-ju                    | Damsingel | Cicognini (ITA) W (21–11, 21–8)              | Bayrak (TUR) W (21–11, 21–7)               | i.u.                                              | 1 Q       | Okuhara (JPN) L (6–21, 7–21)   | Gick inte vidare                              | Gick inte vidare                             | Gick inte vidare                     | Gick inte vidare |
| Sung Ji-hyun                   | Damsingel | Lansac (FRA) W (21–13, 21–14)                | Liang (SIN) W (21–17, 21–11)               | i.u.                                              | 1 Q       | Zechiri (BUL) W (21–15, 21–12) | Marín (ESP) L (12–21, 16–21)                  | Gick inte vidare                             | Gick inte vidare                     | Gick inte vidare |
| Chang Ye-na Lee So-hee         | Damdubbel | Tang Yt / Yu Y (CHN) W (21–18, 14–21, 21–11) | G Stoeva / S Stoeva (BUL) W (24–22, 21–15) | Goliszewski / Nelte (GER) W (21–18, 18–21, 21–17) | 1 Q       | i.u.                           | Juhl / Pedersen (DEN) L (26–28, 21–18, 15–21) | Gick inte vidare                             | Gick inte vidare                     | Gick inte vidare |
| Jung Kyung-eun Shin Seung-chan | Damdubbel | Luo Y / Luo Y (CHN) W (21–10, 21–14)         | Juhl / Pedersen (DEN) L (16–21, 18–21)     | Lee / Obanana (USA) W (21–14, 21–12)              | 1 Q       | i.u.                           | Muskens / Piek (NED) W (21–13, 20–22, 21–14)  | Matsutomo / Takahashi (JPN) L (16–21, 15–21) | Tang Yt / Yu Y (CHN) W (21–8, 21–17) | 3                |

Mixed
| Spelare                | Gren        | Grupp                                  | Grupp                                | Grupp                                    | Grupp     | Eliminering                        | Kvartsfinal       | Semifinal         | Final / BM        | Final / BM |
| Spelare                | Gren        | Motståndare Poäng                      | Motståndare Poäng                    | Motståndare Poäng                        | Placering | Motståndare Poäng                  | Motståndare Poäng | Motståndare Poäng | Motståndare Poäng | Placering  |
| ---------------------- | ----------- | -------------------------------------- | ------------------------------------ | ---------------------------------------- | --------- | ---------------------------------- | ----------------- | ----------------- | ----------------- | ---------- |
| Ko Sung-hyun Kim Ha-na | Mixeddubbel | Chew / Subandhi (USA) W (21–10, 21–12) | Arends / Piek (NED) W (21–10, 21–10) | Kazuno / Kurihara (JPN) W (25–23, 21–17) | 1 Q       | Xu C / Ma J (CHN) L (17–21, 18–21) | Gick inte vidare  | Gick inte vidare  | Gick inte vidare  |            |

## Bordtennis
Herrar
| Spelare                                 | Gren       | Inledande omgång     | Omgång 1             | Omgång 2             | Omgång 3              | Åttondelsfinal       | Kvartsfinal          | Semifinal            | Final / BM           | Final / BM       |
| Spelare                                 | Gren       | Motståndare Resultat | Motståndare Resultat | Motståndare Resultat | Motståndare Resultat  | Motståndare Resultat | Motståndare Resultat | Motståndare Resultat | Motståndare Resultat | Placering        |
| --------------------------------------- | ---------- | -------------------- | -------------------- | -------------------- | --------------------- | -------------------- | -------------------- | -------------------- | -------------------- | ---------------- |
| Jung Young-sik                          | Herrsingel | Bye                  | Bye                  | Bye                  | Pitchford (GBR) W 4–1 | Ma L (CHN) L 2–4     | Gick inte vidare     | Gick inte vidare     | Gick inte vidare     | Gick inte vidare |
| Lee Sang-su                             | Herrsingel | Bye                  | Bye                  | Bye                  | Crișan (ROU) L 3–4    | Gick inte vidare     | Gick inte vidare     | Gick inte vidare     | Gick inte vidare     | Gick inte vidare |
| Joo Sae-hyuk Jung Young-sik Lee Sang-su | Herrlag    | i.u.                 | i.u.                 | i.u.                 | i.u.                  | Brasilien W 3–0      | Sverige W 3–1        | Kina L 0–3           | Tyskland L 1–3       | 4                |

Damer
| Spelare                             | Gren      | Inledande omgång     | Omgång 1             | Omgång 2             | Omgång 3             | Åttondelsfinal        | Kvartsfinal          | Semifinal            | Final / BM           | Final / BM       |
| Spelare                             | Gren      | Motståndare Resultat | Motståndare Resultat | Motståndare Resultat | Motståndare Resultat | Motståndare Resultat  | Motståndare Resultat | Motståndare Resultat | Motståndare Resultat | Placering        |
| ----------------------------------- | --------- | -------------------- | -------------------- | -------------------- | -------------------- | --------------------- | -------------------- | -------------------- | -------------------- | ---------------- |
| Jeon Ji-hee                         | Damsingel | Bye                  | Bye                  | Bye                  | Ekholm (SWE) W 4–1   | Yu My (SIN) L 1–4     | Gick inte vidare     | Gick inte vidare     | Gick inte vidare     | Gick inte vidare |
| Seo Hyo-won                         | Damsingel | Bye                  | Bye                  | Bye                  | Zhang (USA) W 4–1    | Cheng I-c (TPE) L 3–4 | Gick inte vidare     | Gick inte vidare     | Gick inte vidare     | Gick inte vidare |
| Jeon Ji-hee Seo Hyo-won Yang Ha-eun | Damlag    | i.u.                 | i.u.                 | i.u.                 | i.u.                 | Rumänien W 3–2        | Singapore L 2–3      | Gick inte vidare     | Gick inte vidare     | Gick inte vidare |

## Boxning
Herrar
| Boxare          | Gren       | Omgång 1              | Omgång 2             | Kvartsfinal          | Semifinal            | Final                | Final            |
| Boxare          | Gren       | Motståndare Resultat  | Motståndare Resultat | Motståndare Resultat | Motståndare Resultat | Motståndare Resultat | Placering        |
| --------------- | ---------- | --------------------- | -------------------- | -------------------- | -------------------- | -------------------- | ---------------- |
| Ham Sang-myeong | Bantamvikt | Rodríguez (VEN) W 2–1 | Zhang Jw (CHN) L 0–3 | Gick inte vidare     | Gick inte vidare     | Gick inte vidare     | Gick inte vidare |

## Brottning
Förkortningar:
- VT – Vinst genom fall.
- PP – Beslut efter poäng – förloraren fick tekniska poäng.
- PO – Beslut efter poäng – förloraren fick inte tekniska poäng.
- ST – Teknisk överlägsenhet – förloraren utan tekniska poäng och en marginal med minst 8 (grekisk-romersk stil) eller 10 (fristil) poäng.

Herrar, grekisk-romersk stil
| Brottare      | Gren             | Kvalomgång           | Omgång 1                 | Kvartsfinal               | Semifinal            | Återkval 1           | Återkval 2            | Final / BM               | Final / BM |
| Brottare      | Gren             | Motståndare Resultat | Motståndare Resultat     | Motståndare Resultat      | Motståndare Resultat | Motståndare Resultat | Motståndare Resultat  | Motståndare Resultat     | Placering  |
| ------------- | ---------------- | -------------------- | ------------------------ | ------------------------- | -------------------- | -------------------- | --------------------- | ------------------------ | ---------- |
| Lee Jung-baik | Bantamvikt -59kg | Berge (NOR) L 0–3 PO | Gick inte vidare         | Gick inte vidare          | Gick inte vidare     | Gick inte vidare     | Gick inte vidare      | Gick inte vidare         | 14         |
| Ryu Han-su    | Lättvikt -66kg   | Bye                  | T Lőrincz (HUN) W 3–0 PO | Arutyunyan (ARM) L 1–3 PP | Gick inte vidare     | Bye                  | Saleh (EGY) W 3–0 PO  | Tjunajev (AZE) L 0–4 ST  | 5          |
| Kim Hyeon-woo | Weltervikt -75kg | Bye                  | Vlasov (RUS) L 1–3 PP    | Gick inte vidare          | Gick inte vidare     | Bye                  | Yang B (CHN) W 3–1 PP | Starčević (CRO) W 3–1 PP | 3          |

Herrar, fristil
| Brottare    | Gren                | Kvalomgång           | Omgång 1              | Kvartsfinal          | Semifinal            | Återkval 1           | Återkval 2           | Final / BM           | Final / BM |
| Brottare    | Gren                | Motståndare Resultat | Motståndare Resultat  | Motståndare Resultat | Motståndare Resultat | Motståndare Resultat | Motståndare Resultat | Motståndare Resultat | Placering  |
| ----------- | ------------------- | -------------------- | --------------------- | -------------------- | -------------------- | -------------------- | -------------------- | -------------------- | ---------- |
| Yun Jun-sik | Fjädervikt -57kg    | Bye                  | Alijev (AZE) L 1–4 SP | Gick inte vidare     | Gick inte vidare     | Gick inte vidare     | Gick inte vidare     | Gick inte vidare     | 17         |
| Kim Gwan-uk | Lätt tungvikt -86kg | Bye                  | Salas (CUB) L 0–5 VT  | Gick inte vidare     | Gick inte vidare     | Gick inte vidare     | Gick inte vidare     | Gick inte vidare     | 16         |

## Bågskytte
Herrar
| Bågskytt                              | Gren                           | Rankningsomgång | Rankningsomgång | Omgång 1               | Omgång 2             | Omgång 3          | Kvartsfinal              | Semifinal           | Final / BM            | Final / BM       |
| Bågskytt                              | Gren                           | Poäng           | Seed            | Motståndare Poäng      | Motståndare Poäng    | Motståndare Poäng | Motståndare Poäng        | Motståndare Poäng   | Motståndare Poäng     | Placering        |
| ------------------------------------- | ------------------------------ | --------------- | --------------- | ---------------------- | -------------------- | ----------------- | ------------------------ | ------------------- | --------------------- | ---------------- |
| Kim Woo-jin                           | Herrarnas individuella tävling | 700 WR          | 1               | Sutherland (ZIM) W 6–0 | Agatha (INA) L 2–6   | Gick inte vidare  | Gick inte vidare         | Gick inte vidare    | Gick inte vidare      | Gick inte vidare |
| Ku Bon-chan                           | Herrarnas individuella tävling | 681             | 6               | Baláž (SVK) W 6–0      | Huston (GBR) W 6–0   | Floto (GER) W 6-4 | Worth (AUS) W 6–5        | Ellison (USA) W 6–5 | Valladont (FRA) W 7–3 | 1                |
| Lee Seung-yun                         | Herrarnas individuella tävling | 676             | 12              | Xavier (BRA) W 6–2     | Alvariño (ESP) W 7–1 | Das (IND) W 6-4   | van den Berg (NED) L 4–6 | Gick inte vidare    | Gick inte vidare      | Gick inte vidare |
| Kim Woo-jin Ku Bon-chan Lee Seung-yun | Herrarnas lagtävling           | 2057            | 1               | i.u.                   | i.u.                 | Bye               | Nederländerna W 6–0      | Australien W 6–0    | USA W 6–0             | 1                |

Damer
| Bågskytt                            | Gren                          | Rankningsomgång | Rankningsomgång | Omgång 1           | Omgång 2                | Omgång 3              | Kvartsfinal          | Semifinal              | Final / BM           | Final / BM       |
| Bågskytt                            | Gren                          | Poäng           | Seed            | Motståndare Poäng  | Motståndare Poäng       | Motståndare Poäng     | Motståndare Poäng    | Motståndare Poäng      | Motståndare Poäng    | Placering        |
| ----------------------------------- | ----------------------------- | --------------- | --------------- | ------------------ | ----------------------- | --------------------- | -------------------- | ---------------------- | -------------------- | ---------------- |
| Chang Hye-jin                       | Damernas individuella tävling | 666             | 2               | Tatafu (TGA) W 6–0 | Sitjenikova (UKR) W 6–2 | Kang U-j (PRK) W 6–2  | Folkard (GBR) W 7–1  | Ki B-b (KOR) W 7–3     | Unruh (GER) W 6–2    | 1                |
| Choi Mi-sun                         | Damernas individuella tävling | 669             | 1               | Camilo (DOM) W 6–0 | Le C-y (TPE) W 6–2      | Stepanova (RUS) W 7–3 | Valencia (MEX) L 0–6 | Gick inte vidare       | Gick inte vidare     | Gick inte vidare |
| Ki Bo-bae                           | Damernas individuella tävling | 663             | 3               | Anwar (KEN) W 7–1  | Martjenko (UKR) W 6–2   | Htwe (MYA) W 6–0      | Wu Jx (CHN) W 6–2    | Chang H-j (KOR) L 3–7  | Valencia (MEX) W 6–4 | 3                |
| Chang Hye-jin Choi Mi-sun Ki Bo-bae | Damernas lagtävling           | 1998            | 1               | i.u.               | i.u.                    | Bye                   | Japan W 5–1          | Kinesiska Taipei W 5–1 | Ryssland W 5–1       | 1                |

## Cykling

### Landsväg
| Idrottare     | Gren                | Tid             | Placering       |
| ------------- | ------------------- | --------------- | --------------- |
| Kim Ok-cheol  | Herrarnas linjelopp | Fullföljde inte | Fullföljde inte |
| Seo Joon-yong | Herrarnas linjelopp | Fullföljde inte | Fullföljde inte |
| Na Ah-reum    | Damernas linjelopp  | 3:58:03         | 30              |

### Bana
Sprint
| Cyklist       | Gren             | Kval                 | Kval      | Omgång 1                         | Återkval 1                       | Omgång 2                         | Återkval 2                       | Kvartsfinal                      | Semifinal                        | Final                            | Final            |
| Cyklist       | Gren             | Tid Hastighet (km/h) | Placering | Motståndare Tid Hastighet (km/h) | Motståndare Tid Hastighet (km/h) | Motståndare Tid Hastighet (km/h) | Motståndare Tid Hastighet (km/h) | Motståndare Tid Hastighet (km/h) | Motståndare Tid Hastighet (km/h) | Motståndare Tid Hastighet (km/h) | Placering        |
| ------------- | ---------------- | -------------------- | --------- | -------------------------------- | -------------------------------- | -------------------------------- | -------------------------------- | -------------------------------- | -------------------------------- | -------------------------------- | ---------------- |
| Kang Dong-jin | Herrarnas sprint | 10,092 71,343        | 20        | Gick inte vidare                 | Gick inte vidare                 | Gick inte vidare                 | Gick inte vidare                 | Gick inte vidare                 | Gick inte vidare                 | Gick inte vidare                 | Gick inte vidare |

Lagsprint
| Cyklist                               | Gren                | Kval                 | Kval      | Semifinal                        | Semifinal        | Final                            | Final            |
| Cyklist                               | Gren                | Tid Hastighet (km/h) | Placering | Motståndare Tid Hastighet (km/h) | Placering        | Motståndare Tid Hastighet (km/h) | Placering        |
| ------------------------------------- | ------------------- | -------------------- | --------- | -------------------------------- | ---------------- | -------------------------------- | ---------------- |
| Im Chae-bin Kang Dong-jin Son Je-yong | Herrarnas lagsprint | REL                  | 9         | Gick inte vidare                 | Gick inte vidare | Gick inte vidare                 | Gick inte vidare |

Keirin
| Cyklist       | Gren             | 1:a omgången | Återkval  | 2:a omgången     | Final            |
| Cyklist       | Gren             | Placering    | Placering | Placering        | Placering        |
| ------------- | ---------------- | ------------ | --------- | ---------------- | ---------------- |
| Im Chae-bin   | Herrarnas keirin | 6 R          | 2         | Gick inte vidare | Gick inte vidare |
| Kang Dong-jin | Herrarnas keirin | 3 R          | 3         | Gick inte vidare | Gick inte vidare |
| Lee Hye-jin   | Damernas keirin  | 2 Q          | Bye       | 4                | 8                |

Omnium
| Cyklist        | Gren             | Scratch-lopp | Scratch-lopp | Individuell förföljelse | Individuell förföljelse | Individuell förföljelse | Utslagslopp | Utslagslopp | Tempolopp | Tempolopp | Tempolopp | Flygande varv | Flygande varv | Flygande varv | Poänglopp | Poänglopp | Totalpoäng | Placering |
| Cyklist        | Gren             | Placering    | Poäng        | Tid                     | Placering               | Poäng                   | Placering   | Poäng       | Tid       | Placering | Poäng     | Tid           | Placering     | Poäng         | Poäng     | Placering | Totalpoäng | Placering |
| -------------- | ---------------- | ------------ | ------------ | ----------------------- | ----------------------- | ----------------------- | ----------- | ----------- | --------- | --------- | --------- | ------------- | ------------- | ------------- | --------- | --------- | ---------- | --------- |
| Park Sang-hoon | Herrarnas omnium | 9            | 24           | 4:29,079                | 12                      | 18                      | 14          | 14          | 1:04,231  | 12        | 18        | 13,489        | 14            | 14            | DNF       | 16        | 88         | DNF       |

## Friidrott
Förkortningar
- Notera– Placeringar avser endast det specifika heatet.
- Q = Tog sig vidare till nästa omgång
- q = Tog sig vidare till nästa omgång som den snabbaste förloraren eller, i fältgrenarna, genom placering utan att nå kvalgränsen
- NR = Nationellt rekord
- N/A = Omgången fanns inte i grenen
- Bye = Idrottaren behövde inte tävla i omgången

Herrar
Bana och väg
| Idrottare         | Gren                 | Heat     | Heat      | Kvartsfinal | Kvartsfinal | Semifinal        | Semifinal        | Final            | Final            |
| Idrottare         | Gren                 | Resultat | Placering | Resultat    | Placering   | Resultat         | Placering        | Resultat         | Placering        |
| ----------------- | -------------------- | -------- | --------- | ----------- | ----------- | ---------------- | ---------------- | ---------------- | ---------------- |
| Byun Young-jun    | Herrarnas 20 km gång | i.u.     | i.u.      | i.u.        | i.u.        | i.u.             | i.u.             | 1:30:38          | 61               |
| Choe Byeong-kwang | Herrarnas 20 km gång | i.u.     | i.u.      | i.u.        | i.u.        | i.u.             | i.u.             | 1:29:08          | 57               |
| Kim Hyun-sub      | Herrarnas 20 km gång | i.u.     | i.u.      | i.u.        | i.u.        | i.u.             | i.u.             | 1:21:44          | 17               |
| Kim Hyun-sub      | Herrarnas 50 km gång | i.u.     | i.u.      | i.u.        | i.u.        | i.u.             | i.u.             | DNF              | DNF              |
| Kim Kuk-young     | Herrarnas 100 meter  | Bye      | Bye       | 10,37       | 7           | Gick inte vidare | Gick inte vidare | Gick inte vidare | Gick inte vidare |
| Park Chil-sung    | Herrarnas 50 km gång | i.u.     | i.u.      | i.u.        | i.u.        | i.u.             | i.u.             | DSQ              | DSQ              |
| Shim Jung-sub     | Herrarnas maraton    | i.u.     | i.u.      | i.u.        | i.u.        | i.u.             | i.u.             | 2:42:42          | 138              |
| Son Myeong-jun    | Herrarnas maraton    | i.u.     | i.u.      | i.u.        | i.u.        | i.u.             | i.u.             | 2:36:21          | 131              |

Fältgrenar
| Idrottare      | Gren                | Kval    | Kval      | Final            | Final            |
| Idrottare      | Gren                | Distans | Placering | Distans          | Placering        |
| -------------- | ------------------- | ------- | --------- | ---------------- | ---------------- |
| Kim Deok-hyeon | Herrarnas längdhopp | 7,82    | 14        | Gick inte vidare | Gick inte vidare |
| Kim Deok-hyeon | Herrarnas tresteg   | 16,36   | 27        | Gick inte vidare | Gick inte vidare |
| Woo Sang-hyeok | Herrarnas höjdhopp  | 2,26    | 22        | Gick inte vidare | Gick inte vidare |
| Yun Seung-hyun | Herrarnas höjdhopp  | 2,17    | 43        | Gick inte vidare | Gick inte vidare |

Damer
Bana och väg
| Idrottare      | Gren                | Final    | Final     |
| Idrottare      | Gren                | Resultat | Placering |
| -------------- | ------------------- | -------- | --------- |
| Ahn Seul-ki    | Damernas maraton    | 2:36:50  | 42        |
| Jeon Yeong-eun | Damernas 20 km gång | 1:36:31  | 39        |
| Lee Da-seul    | Damernas 20 km gång | DSQ      | DSQ       |
| Lee Jeong-eun  | Damernas 20 km gång | DSQ      | DSQ       |
| Lim Kyung-hee  | Damernas maraton    | 2:43:31  | 70        |

## Fäktning
Herrar
| Idrottare                                                   | Gren                         | Omgång 2               | Omgång 2                 | Kvartsfinal           | Semifinal             | Final / BM                                 | Final / BM                      |                  |
| Idrottare                                                   | Gren                         | Motståndare Poäng      | Motståndare Poäng        | Motståndare Poäng     | Motståndare Poäng     | Motståndare Poäng                          | Placering                       |                  |
| ----------------------------------------------------------- | ---------------------------- | ---------------------- | ------------------------ | --------------------- | --------------------- | ------------------------------------------ | ------------------------------- | ---------------- |
| Jung Jin-sun                                                | Herrarnas värja              | Fernández (VEN) W 15–8 | Garozzo (ITA) L 11–15    | Gick inte vidare      | Gick inte vidare      | Gick inte vidare                           | Gick inte vidare                | Gick inte vidare |
| Park Kyoung-doo                                             | Herrarnas värja              | Bye                    | Novosjolov (EST) L 10–12 | Gick inte vidare      | Gick inte vidare      | Gick inte vidare                           | Gick inte vidare                | Gick inte vidare |
| Park Sang-young                                             | Herrarnas värja              | Bye                    | Suchov (RUS) W 15–11     | Garozzo (ITA) W 15–12 | Heinzer (SUI) W 15–4  | Steffen (SUI) W 15–9                       | Imre (HUN) W 15–14              | 1                |
| Jung Jin-sun Jung Seung-hwa Park Kyoung-doo Park Sang-young | Herrarnas lagtävling i värja | i.u.                   | i.u.                     | i.u.                  | Ungern L 42–45        | Classification semifinal Venezuela W 45–40 | 5th place final Schweiz W 45–36 | 5                |
| Heo Jun                                                     | Herrarnas florett            | Bye                    | Cheung K L (HKG) L 8–15  | Gick inte vidare      | Gick inte vidare      | Gick inte vidare                           | Gick inte vidare                | Gick inte vidare |
| Gu Bon-gil                                                  | Herrarnas sabel              | i.u.                   | Amar (EGY) W 15–9        | Abedini (IRI) L 12–15 | Gick inte vidare      | Gick inte vidare                           | Gick inte vidare                | Gick inte vidare |
| Kim Jung-hwan                                               | Herrarnas sabel              | i.u.                   | Iriarte (CUB) W 15–7     | Bazadze (GEO) W 15–14 | Kovalev (RUS) W 15–10 | Szilágyi (HUN) L 12–15                     | Abedini (IRI) W 15–12           | 3                |

Damer
| Idrottare                                            | Gren                        | Omgång 2          | Omgång 2                  | Kvartsfinal            | Semifinal             | Final / BM                                 | Final / BM                       |                  |
| Idrottare                                            | Gren                        | Motståndare Poäng | Motståndare Poäng         | Motståndare Poäng      | Motståndare Poäng     | Motståndare Poäng                          | Placering                        |                  |
| ---------------------------------------------------- | --------------------------- | ----------------- | ------------------------- | ---------------------- | --------------------- | ------------------------------------------ | -------------------------------- | ---------------- |
| Choi In-jeong                                        | Damernas värja              | Bye               | Kolobova (RUS) W 15–12    | Brânză (ROU) W 15–8    | Fiamingo (ITA) L 8–15 | Gick inte vidare                           | Gick inte vidare                 | Gick inte vidare |
| Kang Young-mi                                        | Damernas värja              | Bye               | Sun Yj (CHN) W 15–10      | Szász (HUN) L 11–15    | Gick inte vidare      | Gick inte vidare                           | Gick inte vidare                 | Gick inte vidare |
| Shin A-lam                                           | Damernas värja              | Bye               | Kryvytska (UKR) L 14–15   | Gick inte vidare       | Gick inte vidare      | Gick inte vidare                           | Gick inte vidare                 | Gick inte vidare |
| Choi Eun-sook Choi In-jeong Kang Young-mi Shin A-lam | Damernas lagtävling i värja | i.u.              | i.u.                      | i.u.                   | Estland L 26–27       | Kassificering, semifinal Ukraina W 45–34   | Match om femte plats USA L 15–22 | 6                |
| Jeon Hee-sook                                        | Damernas florett            | Bye               | Giménez (VEN) W 10–8      | Sjanaeva (RUS) L 11–15 | Gick inte vidare      | Gick inte vidare                           | Gick inte vidare                 | Gick inte vidare |
| Nam Hyun-hee                                         | Damernas florett            | Bye               | Nishioka (JPN) L 12–15    | Gick inte vidare       | Gick inte vidare      | Gick inte vidare                           | Gick inte vidare                 | Gick inte vidare |
| Hwang Seon-a                                         | Damernas sabel              | Bye               | Brunet (FRA) L 11–15      | Gick inte vidare       | Gick inte vidare      | Gick inte vidare                           | Gick inte vidare                 | Gick inte vidare |
| Kim Ji-yeon                                          | Damernas sabel              | Bye               | Nguyễn T L D (VIE) W 15–3 | Gulotta (ITA) L 13–15  | Gick inte vidare      | Gick inte vidare                           | Gick inte vidare                 | Gick inte vidare |
| Seo Ji-yeon                                          | Damernas sabel              | Bye               | Djatjenko (RUS) L 12–15   | Gick inte vidare       | Gick inte vidare      | Gick inte vidare                           | Gick inte vidare                 | Gick inte vidare |
| Hwang Seon-a Kim Ji-yeon Seo Ji-yeon Yoon Ji-su      | Damernas lagtävling i sabel | i.u.              | i.u.                      | i.u.                   | Ukraina L 40-45       | Kassificering, semifinal Frankrike W 45-40 | Match om 5:e plats Polen W 45–41 | 5                |

## Golf
| Spelare        | Gren              | Runda 1 | Runda 2 | Runda 3 | Runda 4 | Totalt | Totalt | Totalt    |
| Spelare        | Gren              | Poäng   | Poäng   | Poäng   | Poäng   | Poäng  | Par    | Placering |
| -------------- | ----------------- | ------- | ------- | ------- | ------- | ------ | ------ | --------- |
| An Byeong-hun  | Herrarnas tävling | 68      | 72      | 70      | 68      | 278    | −6     | =11       |
| Wang Jeung-hun | Herrarnas tävling | 70      | 72      | 77      | 67      | 286    | +2     | =43       |
| Chun In-gee    | Damernas tävling  | 70      | 66      | 72      | 71      | 279    | −5     | =13       |
| Kim Sei-young  | Damernas tävling  | 66      | 73      | 73      | 71      | 283    | −1     | =25       |
| Park Inbee     | Damernas tävling  | 66      | 66      | 70      | 66      | 268    | −16    | 1         |
| Amy Yang       | Damernas tävling  | 73      | 65      | 70      | 67      | 275    | −9     | =4        |

## Gymnastik

### Artistisk
Herrar
| Gymnast        | Gren        | Kval    | Kval    | Kval    | Kval    | Kval    | Kval    | Kval    | Kval      | Final            | Final            | Final            | Final            | Final            | Final            | Final            | Final            |
| Gymnast        | Gren        | Redskap | Redskap | Redskap | Redskap | Redskap | Redskap | Totalt  | Placering | Redskap          | Redskap          | Redskap          | Redskap          | Redskap          | Redskap          | Totalt           | Placerint        |
| Gymnast        | Gren        | F       | PH      | R       | V       | PB      | HB      | Totalt  | Placering | F                | PH               | R                | V                | PB               | HB               | Totalt           | Placerint        |
| -------------- | ----------- | ------- | ------- | ------- | ------- | ------- | ------- | ------- | --------- | ---------------- | ---------------- | ---------------- | ---------------- | ---------------- | ---------------- | ---------------- | ---------------- |
| Kim Han-sol    | Lagmångkamp | 14,266  | 12,900  | i.u.    | 12,633  | i.u.    | 11,666  | i.u.    | i.u.      | Gick inte vidare | Gick inte vidare | Gick inte vidare | Gick inte vidare | Gick inte vidare | Gick inte vidare | Gick inte vidare | Gick inte vidare |
| Lee Sang-wook  | Lagmångkamp | 14,333  | 14,033  | 13,500  | i.u.    | 14,633  | 14,066  | i.u.    | i.u.      | Gick inte vidare | Gick inte vidare | Gick inte vidare | Gick inte vidare | Gick inte vidare | Gick inte vidare | Gick inte vidare | Gick inte vidare |
| Park Min-soo   | Lagmångkamp | 13,400  | 13,600  | 14,400  | 14,033  | 15,033  | 14,800  | 85,266  | 27        | Gick inte vidare | Gick inte vidare | Gick inte vidare | Gick inte vidare | Gick inte vidare | Gick inte vidare | Gick inte vidare | Gick inte vidare |
| Shin Dong-hyen | Lagmångkamp | 13,966  | 13,775  | i.u.    | 15,100  | 13,800  | i.u.    | i.u.    | i.u.      | Gick inte vidare | Gick inte vidare | Gick inte vidare | Gick inte vidare | Gick inte vidare | Gick inte vidare | Gick inte vidare | Gick inte vidare |
| Yoo Won-chul   | Lagmångkamp | i.u.    | i.u.    | 14,733  | 14,333  | 14,441  | 14,600  | i.u.    | i.u.      | Gick inte vidare | Gick inte vidare | Gick inte vidare | Gick inte vidare | Gick inte vidare | Gick inte vidare | Gick inte vidare | Gick inte vidare |
| Totalt         | Lagmångkamp | 42,565  | 41,408  | 42,633  | 43,466  | 44,107  | 43,466  | 247,645 | 11        | Gick inte vidare | Gick inte vidare | Gick inte vidare | Gick inte vidare | Gick inte vidare | Gick inte vidare | Gick inte vidare | Gick inte vidare |

Damer
| Gymnast    | Gren                 | Kval    | Kval    | Kval    | Kval    | Kval   | Kval      | Final            | Final            | Final            | Final            | Final            | Final            |
| Gymnast    | Gren                 | Redskap | Redskap | Redskap | Redskap | Totalt | Placering | Redskap          | Redskap          | Redskap          | Redskap          | Totalt           | Placering        |
| Gymnast    | Gren                 | V       | UB      | BB      | F       | Totalt | Placering | V                | UB               | BB               | F                | Totalt           | Placering        |
| ---------- | -------------------- | ------- | ------- | ------- | ------- | ------ | --------- | ---------------- | ---------------- | ---------------- | ---------------- | ---------------- | ---------------- |
| Lee Eun-ju | Individuell mångkamp | 12,800  | 13,500  | 12,533  | 12,566  | 51,399 | 53        | Gick inte vidare | Gick inte vidare | Gick inte vidare | Gick inte vidare | Gick inte vidare | Gick inte vidare |

### Rytmisk
| Gymnast      | Gren         | Kval     | Kval   | Kval   | Kval   | Kval   | Kval      | Final    | Final  | Final  | Final  | Final  | Final     |
| Gymnast      | Gren         | Tunnband | Boll   | Käglor | Rep    | Totalt | Placering | Tunnband | Boll   | Käglor | Rep    | Totalt | Placering |
| ------------ | ------------ | -------- | ------ | ------ | ------ | ------ | --------- | -------- | ------ | ------ | ------ | ------ | --------- |
| Son Yeon-jae | Individuellt | 17,466   | 18,266 | 18,358 | 17,866 | 71,95  | 5 Q       | 18,216   | 18,266 | 18,300 | 18,116 | 72,898 | 4         |

## Judo
Herrar
| Idrottare     | Gren                            | Omgång 1             | Omgång 2                  | Omgång 3                    | Kvartsfinaler            | Semifinaler                  | Återkval               | Final / BM             | Final / BM       |
| Idrottare     | Gren                            | Motståndare Resultat | Motståndare Resultat      | Motståndare Resultat        | Motståndare Resultat     | Motståndare Resultat         | Motståndare Resultat   | Motståndare Resultat   | Placering        |
| ------------- | ------------------------------- | -------------------- | ------------------------- | --------------------------- | ------------------------ | ---------------------------- | ---------------------- | ---------------------- | ---------------- |
| Kim Won-jin   | Herrarnas extra lättvikt −60kg  | Bye                  | Manzi (ITA) W 001–000     | Tsogtbaatar (MGL) W 010–001 | Mudranov (RUS) L 000–100 | Gick inte vidare             | Takato (JPN) L 000–001 | Gick inte vidare       | 7                |
| An Ba-ul      | Herrarnas halv lättvikt −66kg   | Bye                  | Smagulov (KAZ) W 110–000  | Le Blouch (FRA) W 110–000   | Sobirov (UZB) W 010–000  | Ebinuma (JPN) W 001–000      | Bye                    | Basile (ITA) L 000–100 | 2                |
| An Chang-rim  | Herrarnas lättvikt −73kg        | Bye                  | Kasem (SYR) W 110–000     | van Tichelt (BEL) L 000–010 | Gick inte vidare         | Gick inte vidare             | Gick inte vidare       | Gick inte vidare       | Gick inte vidare |
| Lee Seung-soo | Herrarnas halv mellanvikt −81kg | Bye                  | Coughlan (AUS) W 100–000  | Ivanov (BUL) L 000–010      | Gick inte vidare         | Gick inte vidare             | Gick inte vidare       | Gick inte vidare       | Gick inte vidare |
| Gwak Dong-han | Herrarnas mellanvikt −90kg      | Bye                  | Briceño (CHI) W 100–000   | Misenga (ROA) W 100–000     | Mehdijev (AZE) W 100–000 | Liparteliani (GEO) L 000–100 | Bye                    | Nyman (SWE) W 100–000  | 3                |
| Cho Gu-ham    | Herrarnas halv tungvikt −100kg  | Bye                  | M Pacek (SWE) W 000–000 S | Blosjenko (UKR) L 000–100   | Gick inte vidare         | Gick inte vidare             | Gick inte vidare       | Gick inte vidare       | Gick inte vidare |
| Kim Sung-min  | Herrarnas tungvikt +100kg       | i.u.                 | Figueroa (ECU) W 102–000  | Meyer (NED) L 000–101       | Gick inte vidare         | Gick inte vidare             | Gick inte vidare       | Gick inte vidare       | Gick inte vidare |

Damer
| Idrottare       | Gren                           | Omgång 1                    | Omgång 2                 | Kvartsfinaler            | Semifinaler            | Återkval                   | Final / BM             | Final / BM       |                  |
| Idrottare       | Gren                           | Motståndare Resultat        | Motståndare Resultat     | Motståndare Resultat     | Motståndare Resultat   | Motståndare Resultat       | Motståndare Resultat   | Placering        |                  |
| --------------- | ------------------------------ | --------------------------- | ------------------------ | ------------------------ | ---------------------- | -------------------------- | ---------------------- | ---------------- | ---------------- |
| Jeong Bo-kyeong | Damernas extra lättvikt −48kg  | Bye                         | Vãn N T (VIE) W 010–000  | Mönkhbat (MGL) W 100–000 | Mestre (CUB) W 100–000 | Bye                        | Pareto (ARG) L 000–010 | 2                |                  |
| Kim Jan-di      | Damernas lättvikt −57kg        | Bye                         | R Silva (BRA) L 000–010  | Gick inte vidare         | Gick inte vidare       | Gick inte vidare           | Gick inte vidare       | Gick inte vidare |                  |
| Bak Ji-yun      | Damernas halv mellanvikt −63kg | Schlesinger (GBR) L 000–100 | Gick inte vidare         | Gick inte vidare         | Gick inte vidare       | Gick inte vidare           | Gick inte vidare       | Gick inte vidare |                  |
| Kim Seong-yeon  | Damernas mellanvikt −70kg      | Bye                         | Bolder (ISR) L 000–010   | Gick inte vidare         | Gick inte vidare       | Gick inte vidare           | Gick inte vidare       | Gick inte vidare | Gick inte vidare |
| Kim Min-jung    | Damernas tungvikt +78kg        | Bye                         | Altheman (BRA) W 001–000 | Ortiz (CUB) L 000–101    | Gick inte vidare       | Savelkouls (NED) W 102-000 | Yu S (CHN) L 000–100   | 5                |                  |

## Kanotsport

### Sprint
| Kanotist                   | Gren                | Heat   | Heat      | Semifinaler | Semifinaler | Final  | Final     |
| Kanotist                   | Gren                | Tid    | Placering | Tid         | Placering   | Tid    | Placering |
| -------------------------- | ------------------- | ------ | --------- | ----------- | ----------- | ------ | --------- |
| Cho Kwang-hee              | Herrarnas K-1 200 m | 35,402 | 5 Q       | 35,869      | 8 FB        | 37,265 | 12        |
| Cho Kwang-hee Choi Min-kyu | Herrarnas K-2 200 m | 33,825 | 6 Q       | 33,767      | 4 FB        | 33,812 | 9         |

## Modern femkamp
| Idrottare     | Gren                 | Fäktning (värja en stöt) | Fäktning (värja en stöt) | Fäktning (värja en stöt) | Fäktning (värja en stöt) | Simning (200 m frisim) | Simning (200 m frisim) | Simning (200 m frisim) | Ridning (hoppning) | Ridning (hoppning) | Ridning (hoppning) | Kombinerat: skytte/löpning (10 m luftpistol)/(3200 m) | Kombinerat: skytte/löpning (10 m luftpistol)/(3200 m) | Kombinerat: skytte/löpning (10 m luftpistol)/(3200 m) | Totalpoäng | Slutlig placering |
| Idrottare     | Gren                 | RR                       | BR                       | Placering                | Poäng                    | Tid                    | Placering              | Poäng                  | Straff             | Placering          | Poäng              | Tid                                                   | Placering                                             | Poäng                                                 | Totalpoäng | Slutlig placering |
| ------------- | -------------------- | ------------------------ | ------------------------ | ------------------------ | ------------------------ | ---------------------- | ---------------------- | ---------------------- | ------------------ | ------------------ | ------------------ | ----------------------------------------------------- | ----------------------------------------------------- | ----------------------------------------------------- | ---------- | ----------------- |
| Jun Woong-tae | Herrar, individuellt | 13–22                    | 0                        | 32                       | 178                      | 2:00,88                | 8                      | 338                    | 28                 | 25                 | 272                | 11:02,50                                              | 1                                                     | 638                                                   | 1426       | 19                |
| Jung Jin-hwa  | Herrar, individuellt | 17–18                    | 1                        | 23                       | 203                      | 2:00,82                | 6                      | 338                    | 17                 | 17                 | 283                | 11:21,80                                              | 12                                                    | 619                                                   | 1443       | 13                |
| Kim Sun-woo   | Damer, individuellt  | 16–19                    | 1                        | 22                       | 197                      | 2:16,06                | 14                     | 292                    | 0                  | 2                  | 300                | 13:04,28                                              | 20                                                    | 516                                                   | 1305       | 14                |

## Ridsport

### Dressyr
| Ryttare       | Häst     | Gren         | Grand Prix | Grand Prix | Grand Prix Special | Grand Prix Special | Grand Prix Fristil | Grand Prix Fristil | Totalt           | Totalt           |
| Ryttare       | Häst     | Gren         | Poäng      | Placering  | Poäng              | Placering          | Tekniskt           | Artistiskt         | Poäng            | Placering        |
| ------------- | -------- | ------------ | ---------- | ---------- | ------------------ | ------------------ | ------------------ | ------------------ | ---------------- | ---------------- |
| Kim Dong-seon | Bukowski | Individuellt | 68,657     | 43         | Gick inte vidare   | Gick inte vidare   | Gick inte vidare   | Gick inte vidare   | Gick inte vidare | Gick inte vidare |

## Rodd
| Roddare       | Gren                    | Heat    | Heat      | Återkval | Återkval  | Kvartsfinal | Kvartsfinal | Semifinal | Semifinal | Final   | Final     |
| Roddare       | Gren                    | Tid     | Placering | Tid      | Placering | Tid         | Placering   | Tid       | Placering | Tid     | Placering |
| ------------- | ----------------------- | ------- | --------- | -------- | --------- | ----------- | ----------- | --------- | --------- | ------- | --------- |
| Kim Dong-yong | Herrarnas singelsculler | 7:20,85 | 4 R       | 7:12,96  | 1 QF      | 7:05,69     | 5 SC/D      | 7:20,10   | 3 FC      | 6:59,72 | 17        |
| Kim Ye-ji     | Damernas singelsculler  | 8:24,79 | 4 R       | 7:59,59  | 1 QF      | 7:51,80     | 5 SC/D      | 8:12,58   | 3 FC      | 7:52,68 | 18        |

## Segling
Herrar
| Idrottare                | Gren            | Lopp | Lopp | Lopp | Lopp | Lopp | Lopp | Lopp | Lopp | Lopp | Lopp | Lopp | Lopp | Lopp | Nettopoäng | Slutlig placering |
| Idrottare                | Gren            | 1    | 2    | 3    | 4    | 5    | 6    | 7    | 8    | 9    | 10   | 11   | 12   | M*   | Nettopoäng | Slutlig placering |
| ------------------------ | --------------- | ---- | ---- | ---- | ---- | ---- | ---- | ---- | ---- | ---- | ---- | ---- | ---- | ---- | ---------- | ----------------- |
| Lee Tae-hoon             | Herrarnas RS:X  | 14   | 20   | 3    | 9    | 18   | 7    | 33   | 17   | 27   | 14   | 22   | 14   | EL   | 165        | 18                |
| Ha Jee-min               | Herrarnas laser | 26   | 6    | 38   | 3    | 12   | 9    | 10   | 21   | 8    | 14   | i.u. | i.u. | EL   | 109        | 13                |
| Kim Chang-ju Kim Ji-hoon | Damernas 470    | 5    | 25   | 5    | 8    | 20   | 13   | 21   | 23   | 24   | 20   | i.u. | i.u. | EL   | 146        | 19                |

## Simhopp
| Hoppare    | Gren           | Kval   | Kval      | Semifinal        | Semifinal        | Final            | Final            |
| Hoppare    | Gren           | Poäng  | Placering | Poäng            | Placering        | Poäng            | Placering        |
| ---------- | -------------- | ------ | --------- | ---------------- | ---------------- | ---------------- | ---------------- |
| Woo Ha-ram | Herrarnas 3 m  | 364,10 | 24        | Gick inte vidare | Gick inte vidare | Gick inte vidare | Gick inte vidare |
| Woo Ha-ram | Herrarnas 10 m | 438,45 | 11 Q      | 453,85           | 12 Q             | 414,55           | 11               |

## Taekwondo
| Idrottare    | Gren             | Åttondelsfinaler      | Kvartsfinaler               | Semifinaer            | Återkval             | Final                  | Final     |
| Idrottare    | Gren             | Motståndare Resultat  | Motståndare Resultat        | Motståndare Resultat  | Motståndare Resultat | Motståndare Resultat   | Placering |
| ------------ | ---------------- | --------------------- | --------------------------- | --------------------- | -------------------- | ---------------------- | --------- |
| Kim Tae-hun  | Herrarnas −58 kg | Hanprab (THA) L 10–12 | Gick inte vidare            | Gick inte vidare      | Khalil (AUS) W 4–1   | Navarro (MEX) W 7–5    | 3         |
| Lee Dae-hoon | Herrarnas −68 kg | Boui (CAF) W 6–0      | Abu-Ghaush (JOR) L 8–11     | Gick inte vidare      | Zaki (EGY) W 14–6    | Achab (BEL) W 11–7     | 3         |
| Cha Dong-min | Herrarnas +80 kg | Silla (BLR) W DSQ     | Isayev (AZE) L 8–12         | Gick inte vidare      | Zjaparov (KAZ) W 5–2 | Sjokin (UZB) W 4–3 SUD | 3         |
| Kim So-hui   | Damernas −49 kg  | Diez (PER) W 10–2     | Wongpattanakit (THA) W 6–5  | Aziez (FRA) W 1–0 SUD | Bye                  | Bogdanović (SRB) W 7–6 | 1         |
| Oh Hye-ri    | Damernas −67 kg  | Pagnotta (CAN) W 9–3  | Chuang C-c (TPE) W 21–9 PTG | Azizova (AZE) W 6–5   | Bye                  | Niaré (FRA) W 13–12    | 1         |